# 2013 en jeu vidéo
| Années du jeu vidéo : 2010 - 2011 - 2012 - 2013 - 2014 - 2015 - 2016    |
| Décennies du jeu vidéo : 1980 - 1990 - 2000 - 2010 - 2020 - 2030 - 2040 |

Cet article présente les faits marquants de l'année 2013 concernant le jeu vidéo.

## Événements
- Janvier : Fermeture et démantèlement de THQ.
- 20 février : Annonce officielle de la PlayStation 4 de Sony.
- Mars : Sortie de la console de jeu Ouya.
- Avril : Fermeture de LucasArts[1], à la suite du rachat de Lucasfilm par Disney, privilégiant l'externalisation de la production de nouveaux jeux.
- 21 mai : Annonce et présentation de la Xbox One de Microsoft.
- Juillet : Vivendi annonce la vente de 49 % d'Activision Blizzard[2], qui est accusé de faire de l'optimisation fiscale[3].
- 28 août : Nintendo annonce la Nintendo 2DS.
- 8 octobre : finale du 3e championnat du monde de League of Legends, qui bat le record du nombre de spectateur en ligne, avec plus de 8,5 millions de vues simultanées et 32 millions de vues sur la totalité de l'évènement[4].
- 20 octobre : Arrêt de production de la Wii.
- 15 novembre : Sortie de la PlayStation 4 aux États-Unis et au Canada.
- 22 novembre : Sortie de la Xbox One aux États-Unis, en Australie et en Europe (limité à 13 pays).
- 29 novembre : Sortie de la PlayStation 4 en Europe et en Australie.

### Salons et manifestations
- 26 janvier : finales de l'Iron Squid : Chapter 2 au Palais des congrès de Paris.
- 11 juin - 13 juin : Electronic Entertainment Expo 2013 à Los Angeles
- 19 août - 23 août : gamescom à Cologne.
- 21 septembre - 22 septembre : Tokyo Game Show à Tokyo
- 30 octobre - 3 novembre: Paris Games Week à Paris[5].
- 8 et 9 novembre : BlizzCon à Anaheim en Californie aux États-Unis.

## Jeux notables
Principaux jeux sortis en 2013 :
- Aliens: Colonial Marines (PC, PS3, Xbox 360)
- Anarchy Reigns (PS3, Xbox 360)
- Animal Crossing: New Leaf (Nintendo 3DS)
- ARMA III (PC)
- Army of Two : Le Cartel du Diable (PS3, Xbox 360)
- Assassin's Creed IV: Black Flag (PS3, PS4, Xbox 360, Xbox One, PC, Wii U)
- Batman: Arkham Origins (PC, PS3, Xbox 360, Wii U)
- Battlefield 4 (PS3, PS4, Xbox 360, Xbox One, PC)
- Beyond: Two Souls (PS3)
- BioShock Infinite (PC, PS3, Xbox 360)
- Bravely Default (Nintendo 3DS)
- Call of Duty: Ghosts (PS3, PS4, Xbox 360, Xbox One, PC, Wii U)
- Castlevania: Lords of Shadow - Mirror of Fate (3DS)
- Company of Heroes 2 (PC)
- Crysis 3 (PC, PS3, Xbox 360)
- Dead Island: Riptide (PS3, Xbox 360, PC)
- Dead Rising 3 (Xbox One)
- Dead Space 3 (PS3, Xbox 360, PC)
- Disney Infinity (3DS, PS3, Xbox 360, Wii U, Wii, PC)
- DmC: Devil May Cry (PS3, Xbox 360)
- DotA 2 (PC, Mac)
- Evoland (PC, Mac)
- FIFA 14 (multisupport)
- Fire Emblem: Awakening (Nintendo 3DS)
- Forza Motorsport 5 (Xbox One)
- Fuse (PS3)
- Gears of War: Judgment (Xbox 360)
- Geometry Dash (Android,IOS Mac, PC)
- God of War: Ascension (PS3)
- Grand Theft Auto V (PS3, Xbox 360)
- Grand Theft Auto Online (PS3, Xbox 360)
- Gran Turismo 6 (PS3)
- Grid 2 (PS3, Xbox 360, PC)
- Injustice : Les Dieux sont parmi nous (PS3, Xbox 360, Wii U)
- Killzone Mercenary (PS Vita)
- Killzone: Shadow Fall (PS4)
- Knack (PS4)
- Lost Planet 3 (PS3, Xbox 360, PC)
- Luigi's Mansion 2 (Nintendo 3DS)
- Mario and Luigi: Dream Team Bros. (Nintendo 3DS)
- Mario et Sonic aux Jeux olympiques de Sotchi 2014 (Wii U)
- Metal Gear Rising: Revengeance (PS3, Xbox 360)
- Metro: Last Light (PS3, Xbox 360, PC)
- Naruto Shippūden: Ultimate Ninja Storm 3 (PS3, Xbox 360, PC)
- Need for Speed: Rivals (PS3, PS4, Xbox 360, Xbox One, PC)
- NHL 14 (Xbox 360, PS3)
- Ni no Kuni : La Vengeance de la sorcière céleste (PS3)
- One Piece: Pirate Warriors 2 (PS3)
- Payday 2 (PS3, Xbox 360, PC)
- Pokémon X et Y (Nintendo 3DS)
- Prey 2 (PC)
- Pro Evolution Soccer 2014 (PS3, Xbox 360, PC)
- Professeur Layton et l'Héritage des Aslantes (Nintendo 3DS)
- Rayman Legends (PS3, Xbox 360, Wii U, PS Vita)
- Remember Me (PS3, Xbox 360, PC)
- Saints Row IV (PS3, Xbox 360, PC)
- SimCity (PC)
- Slender: The Arrival (PC)
- Sly Cooper : Voleurs à travers le temps (PS3, PS Vita)
- Sonic Lost World (Nintendo 3DS, Wii U)
- Soul Sacrifice (PS Vita)
- Splinter Cell: Blacklist (PS3, Xbox 360, PC, Wii U)
- Star Trek (PS3, Xbox 360, PC)
- StarCraft 2: Heart of the Swarm (PC, Mac)
- Super Mario 3D World (Wii U)
- Survarium (PC)
- The Bureau: XCOM Declassified (PS3, Xbox 360, PC)
- The Last of Us (PS3)
- The Legend of Zelda: A Link Between Worlds (Nintendo 3DS)
- The Legend of Zelda: The Wind Waker HD (Wii U)
- The Walking Dead: Survival Instinct (PS3, Xbox 360, PC, Wii U)
- The Wonderful 101 (Wii U)
- Tomb Raider (PS3, Xbox 360, PC)
- Total War: Rome II (PC)
- Wii Fit U (Wii U)
- Wii Party U (Wii U)
- WWE 2K14 (PS3, Xbox 360, Wii U)

## Liste exhaustive des sorties

### Janvier - Mars
| Mois          | Jour | Titre                                             | Plates-formes        |
| J A N V I E R | 2    | Retro City Rampage                                | XBLA                 |
| J A N V I E R | 3    | Unchained Blades                                  | 3DS                  |
| J A N V I E R | 8    | Anarchy Reigns                                    | PS3, X360            |
| J A N V I E R | 8    | Force de Défense Terrestre 2017                   | PSVita               |
| J A N V I E R | 7    | Kentucky Route Zero: Act I                        | Win, Mac, Linux      |
| J A N V I E R | 10   | Fieldrunners 2                                    | Win                  |
| J A N V I E R | 15   | Corpse Party: Book of Shadows                     | PSP                  |
| J A N V I E R | 15   | DmC: Devil May Cry                                | PS3, X360            |
| J A N V I E R | 17   | Temple Run 2                                      | iOS                  |
| J A N V I E R | 19   | Super Hexagon                                     | Android              |
| J A N V I E R | 22   | The Cave                                          | PSN, WiiU            |
| J A N V I E R | 22   | Mad Dog McCree                                    | PSN                  |
| J A N V I E R | 22   | Ni no Kuni : La Vengeance de la sorcière céleste  | PS3                  |
| J A N V I E R | 23   | Strike Suit Zero                                  | Win                  |
| J A N V I E R | 23   | The Cave                                          | XBLA                 |
| J A N V I E R | 24   | The Cave                                          | Win, Mac             |
| J A N V I E R | 24   | Might and Magic: Clash of Heroes                  | iOS                  |
| J A N V I E R | 24   | Temple Run 2                                      | Android              |
| J A N V I E R | 25   | Ace Combat: Assault Horizon                       | Win                  |
| J A N V I E R | 25   | DmC: Devil May Cry                                | Win                  |
| J A N V I E R | 29   | Dungeonland                                       | Win                  |
| J A N V I E R | 29   | Hitman: HD Trilogy                                | PS3, X360            |
| J A N V I E R | 30   | Skulls of the Shogun                              | XBLA, Win            |
| J A N V I E R | 30   | Wizardry Online                                   | Win                  |
| J A N V I E R | 31   | Antichamber                                       | Win                  |
| J A N V I E R | 31   | Little Inferno                                    | iOS                  |
| J A N V I E R | 31   | Sonic and All-Stars Racing Transformed            | Win                  |
| F E V R I E R | 4    | Fire Emblem Awakening                             | 3DS                  |
| F E V R I E R | 5    | Dead Space 3                                      | Win, PS3, X360       |
| F E V R I E R | 5    | Fist of the North Star: Ken's Rage 2              | PS3, X360            |
| F E V R I E R | 5    | Sly Cooper: Thieves in Time                       | PS3, PSVita          |
| F E V R I E R | 7    | After Burner Climax                               | iOS                  |
| F E V R I E R | 7    | Fist of the North Star: Ken's Rage 2              | WiiU                 |
| F E V R I E R | 8    | We Sing 80s                                       | Wii                  |
| F E V R I E R | 8    | Kentucky Route Zero: Limits & Demonstration       | Win, Mac, Linux      |
| F E V R I E R | 10   | Brain Age: Concentration Training                 | 3DS                  |
| F E V R I E R | 12   | Alien Breed                                       | PSN, PSVita          |
| F E V R I E R | 12   | Aliens: Colonial Marines                          | Win, PS3, X360       |
| F E V R I E R | 12   | Pro Evolution Soccer 2013                         | 3DS                  |
| F E V R I E R | 12   | Sonic and All-Stars Racing Transformed            | 3DS                  |
| F E V R I E R | 14   | Alexandra Ledermann 3D                            | 3DS                  |
| F E V R I E R | 14   | Impire                                            | Win                  |
| F E V R I E R | 15   | 007 Legends                                       | WiiU                 |
| F E V R I E R | 19   | Crysis 3                                          | Win, X360, PS3       |
| F E V R I E R | 19   | March of the Eagles                               | Win                  |
| F E V R I E R | 19   | Metal Gear Rising: Revengeance                    | PS3, X360            |
| F E V R I E R | 22   | Baldur's Gate: Enhanced Edition                   | Mac                  |
| F E V R I E R | 25   | Krater                                            | Mac                  |
| F E V R I E R | 26   | Brütal Legend                                     | Win                  |
| F E V R I E R | 26   | Driftmoon                                         | Win, Mac, Lin        |
| F E V R I E R | 26   | Dynasty Warriors 7: Empires                       | PSN                  |
| F E V R I E R | 26   | Etrian Odyssey IV: Legends of the Titan           | 3DS                  |
| F E V R I E R | 26   | Ninja Gaiden Sigma 2 Plus                         | PSVita               |
| F E V R I E R | 26   | Runner 2                                          | WiiU, Win, Mac, Lin  |
| F E V R I E R | 27   | Runner 2                                          | XBLA                 |
| F E V R I E R | 27   | Super Hexagon                                     | Lin                  |
| F E V R I E R | 28   | Real Racing 3                                     | iOS, Android         |
| F E V R I E R | 28   | Retro City Rampage                                | WiiWare              |
| M A R S       | 1    | Zombies                                           | Win                  |
| M A R S       | 5    | The Amazing Spider-Man                            | WiiU                 |
| M A R S       | 5    | Atelier Ayesha: The Alchemist of Dusk             | PS3                  |
| M A R S       | 5    | Castlevania: Lords of Shadow - Mirror of Fate     | 3DS                  |
| M A R S       | 5    | Major League Baseball 2K13                        | PS3, X360            |
| M A R S       | 5    | MLB 13: The Show                                  | PS3, PSVita          |
| M A R S       | 5    | Naruto Shippuden: Ultimate Ninja Storm 3          | X360, PS3            |
| M A R S       | 5    | Runner 2                                          | PSN                  |
| M A R S       | 5    | Les Sims 3: University                            | Win, Mac             |
| M A R S       | 5    | SimCity                                           | Win                  |
| M A R S       | 5    | Tomb Raider                                       | Win, PS3, X360       |
| M A R S       | 7    | Liberation Maiden                                 | iOS                  |
| M A R S       | 7    | Rayman Fiesta Run                                 | Win                  |
| M A R S       | 7    | Sonic Dash                                        | iOS                  |
| M A R S       | 12   | Darkstalkers Resurrection                         | PSN                  |
| M A R S       | 12   | God of War: Ascension                             | PS3                  |
| M A R S       | 12   | Sniper: Ghost Warrior 2                           | PS3, X360, Win       |
| M A R S       | 12   | StarCraft 2: Heart of the Swarm                   | Win, Mac             |
| M A R S       | 13   | Darkstalkers Resurrection                         | XBLA                 |
| M A R S       | 14   | A World of Keflings                               | Win                  |
| M A R S       | 14   | Chaos Rings II                                    | Android              |
| M A R S       | 14   | Slam Bolt Scrappers                               | Win                  |
| M A R S       | 18   | Lego City Undercover                              | WiiU                 |
| M A R S       | 19   | The Croods: Prehistoric Party!                    | WiiU, Wii, 3DS, NDS  |
| M A R S       | 19   | Gears of War: Judgment                            | X360                 |
| M A R S       | 19   | Hotline Miami                                     | Mac                  |
| M A R S       | 19   | Monster Hunter 3 Ultimate                         | WiiU, 3DS            |
| M A R S       | 19   | Need for Speed: Most Wanted                       | WiiU                 |
| M A R S       | 19   | The Walking Dead: Survival Instinct               | PS3, X360, Win, WiiU |
| M A R S       | 20   | Giana Sisters: Twisted Dreams                     | XBLA                 |
| M A R S       | 20   | Retro/Grade                                       | Win                  |
| M A R S       | 20   | Shoot Many Robots                                 | Android              |
| M A R S       | 21   | Abalone                                           | iOS, Android         |
| M A R S       | 21   | Hyperdimension Neptunia Victory                   | PS3                  |
| M A R S       | 21   | Trials Evolution: Gold Edition                    | Win                  |
| M A R S       | 21   | Zen Pinball 2                                     | WiiU                 |
| M A R S       | 22   | Dead or Alive 5 Plus                              | PSVita               |
| M A R S       | 22   | Resident Evil 6                                   | Win                  |
| M A R S       | 24   | Luigi's Mansion 2                                 | 3DS                  |
| M A R S       | 24   | Pokémon : Donjon mystère - Les Portes de l'infini | 3DS                  |
| M A R S       | 26   | Army of Two : Le Cartel du Diable                 | PS3, X360            |
| M A R S       | 26   | BioShock Infinite                                 | PS3, X360, Win       |
| M A R S       | 26   | Final Fantasy XI : Explorateurs d'Adoulin         | Win, X360            |
| M A R S       | 26   | Machinarium                                       | PSVita               |
| M A R S       | 26   | Slender: The Arrival                              | Win                  |
| M A R S       | 26   | Terraria                                          | PSN                  |
| M A R S       | 26   | Tiger Woods PGA Tour 14                           | PS3, X360            |
| M A R S       | 27   | Terraria                                          | XBLA                 |
| M A R S       | 28   | Final Fantasy V                                   | iOS                  |
| M A R S       | 28   | HarmoKnight                                       | 3DS                  |
| M A R S       | 28   | Ms. Splosion Man                                  | iOS                  |
| M A R S       | 28   | Race Driver: Grid                                 | Mac                  |
| M A R S       | 28   | Tactical Intervention                             | Win                  |

### Avril - Juin
| Mois      | Jour | Titre                                                    | Plates-formes             |
| A V R I L | 2    | Cities in Motion 2                                       | Win, Mac                  |
| A V R I L | 2    | Defiance                                                 | Win, PS3, X360            |
| A V R I L | 2    | Duke Nukem II                                            | iOS                       |
| A V R I L | 2    | Grand Theft Auto: Liberty City Stories                   | PSN                       |
| A V R I L | 2    | Grand Theft Auto: Vice City Stories                      | PSN                       |
| A V R I L | 2    | Ninja Gaiden 3                                           | PS3, X360                 |
| A V R I L | 3    | BattleBlock Theater                                      | XBLA                      |
| A V R I L | 3    | Injustice : Les Dieux sont parmi nous                    | iOS                       |
| A V R I L | 3    | Ms. Splosion Man                                         | Win                       |
| A V R I L | 4    | Sonic and Sega All-Stars Racing                          | Mac                       |
| A V R I L | 4    | Toki Tori 2                                              | WiiU                      |
| A V R I L | 5    | Double Dragon II: Wander of the Dragons                  | XBLA                      |
| A V R I L | 5    | Red Orchestra: Ostfront 41-45                            | Mac                       |
| A V R I L | 9    | Age of Empires II: HD Edition                            | Win                       |
| A V R I L | 9    | Guacamelee!                                              | PSN, PSVita               |
| A V R I L | 9    | Worms 2: Armageddon                                      | Android                   |
| A V R I L | 10   | Age of Wushu                                             | Win                       |
| A V R I L | 10   | ShootMania Storm                                         | Win                       |
| A V R I L | 11   | Gemini Rue                                               | iOS                       |
| A V R I L | 14   | Star Wars: The Old Republic - Rise of the Hutt Cartel    | Win                       |
| A V R I L | 15   | Little Inferno                                           | Mac                       |
| A V R I L | 16   | Darkfall: Unholy Wars                                    | Win                       |
| A V R I L | 16   | Injustice : Les Dieux sont parmi nous                    | WiiU, PS3, X360           |
| A V R I L | 16   | Pandora's Tower                                          | Wii                       |
| A V R I L | 16   | Shin Megami Tensei: Devil Summoner - Soul Hackers        | 3DS                       |
| A V R I L | 17   | Sacred Citadel                                           | Win, PSN, XBLA            |
| A V R I L | 18   | Papo & Yo                                                | Win                       |
| A V R I L | 19   | God Mode                                                 | Win, XBLA                 |
| A V R I L | 19   | We Sing UK Hits                                          | Wii                       |
| A V R I L | 21   | Lego City Undercover: The Chase Begins                   | 3DS                       |
| A V R I L | 23   | Black Rock Shooter: The Game                             | PSP                       |
| A V R I L | 23   | Dead Island: Riptide                                     | Win, PS3, X360            |
| A V R I L | 23   | Don't Starve                                             | Win                       |
| A V R I L | 23   | Dragon's Dogma: Dark Arisen                              | PS3, X360                 |
| A V R I L | 23   | God Mode                                                 | PSN                       |
| A V R I L | 23   | Guilty Gear XX: Λ Core Plus R                            | PSVita                    |
| A V R I L | 23   | Star Trek                                                | Win, PS3, X360            |
| A V R I L | 23   | Thomas Was Alone                                         | PS3, PSVita               |
| A V R I L | 24   | Dyad                                                     | Win                       |
| A V R I L | 24   | Fieldrunners 2                                           | Android                   |
| A V R I L | 24   | Monaco: What's Yours is Mine                             | Win                       |
| A V R I L | 24   | Poker Night 2                                            | XBLA                      |
| A V R I L | 25   | Mega Man 4                                               | 3DS                       |
| A V R I L | 25   | XCOM: Enemy Unknown                                      | Mac                       |
| A V R I L | 26   | Mars: War Logs                                           | Win                       |
| A V R I L | 26   | Poker Night 2                                            | Win, Mac                  |
| A V R I L | 29   | Stealth Bastard Deluxe                                   | Mac, Lin                  |
| A V R I L | 30   | Deadly Premonition: Director's Cut                       | PS3                       |
| A V R I L | 30   | Far Cry 3: Blood Dragon                                  | PSN                       |
| A V R I L | 30   | Katamari Damacy                                          | PSN                       |
| A V R I L | 30   | Poker Night 2                                            | PSN                       |
| A V R I L | 30   | Soul Sacrifice                                           | PSVita                    |
| A V R I L | 30   | Thomas Was Alone                                         | PSN, PSVita               |
| A V R I L | 30   | Zeno Clash II                                            | Win                       |
| M A I     | 1    | Far Cry 3: Blood Dragon                                  | Win, XBLA                 |
| M A I     | 1    | Fez                                                      | Win                       |
| M A I     | 2    | Might and Magic: Heroes VI: Shades of Darkness           | Win                       |
| M A I     | 2    | Zoombies: Animales de la Muerte                          | iOS                       |
| M A I     | 7    | Fatal Frame II: Crimson Butterfly                        | PSN                       |
| M A I     | 8    | Crash Course 2                                           | XBLA                      |
| M A I     | 9    | Mario and Donkey Kong: Minis on the Move                 | 3DS                       |
| M A I     | 10   | Carmageddon                                              | Android                   |
| M A I     | 10   | Monaco: What's Yours is Mine                             | XBLA                      |
| M A I     | 14   | Dust 514                                                 | PS3                       |
| M A I     | 14   | Manhunt                                                  | PSN                       |
| M A I     | 14   | Metro: Last Light                                        | Win, PS3, X360            |
| M A I     | 16   | Mega Man 5                                               | 3DS                       |
| M A I     | 16   | Sonic the Hedgehog                                       | iOS, Android              |
| M A I     | 16   | The Starship Damrey                                      | 3DS                       |
| M A I     | 17   | Dragon's Lair                                            | Win, Mac                  |
| M A I     | 21   | Fast and Furious: Showdown                               | Win, PS3, X360, WiiU, 3DS |
| M A I     | 21   | Lego Batman 2: DC Super Heroes                           | WiiU                      |
| M A I     | 21   | Ratchet and Clank: Q-Force                               | PSVita                    |
| M A I     | 21   | Resident Evil: Revelations                               | Win, PS3, X360, WiiU      |
| M A I     | 22   | Call of Juarez: Gunslinger                               | Win, PSN, XBLA            |
| M A I     | 22   | The Incredible Adventures of Van Helsing                 | Win, XBLA                 |
| M A I     | 23   | Poker Night 2                                            | iOS                       |
| M A I     | 24   | Donkey Kong Country Returns 3D                           | 3DS                       |
| M A I     | 24   | Dust: An Elysian Tail                                    | Win                       |
| M A I     | 24   | Sniper Elite V2                                          | WiiU                      |
| M A I     | 28   | Fuse                                                     | PS3, X360                 |
| M A I     | 28   | Grid 2                                                   | Win, PS3, X360            |
| M A I     | 30   | Mega Man X                                               | WiiU                      |
| M A I     | 30   | The Legend of Zelda: Oracle of Seasons et Oracle of Ages | 3DS                       |
| M A I     | 30   | Expeditions: Conquistador                                | Win, Mac                  |
| M A I     | 31   | Kentucky Route Zero: Act II                              | Win, Mac, Linux           |
| J U I N   | 3    | Final Fantasy IV                                         | Android                   |
| J U I N   | 3    | Gunpoint                                                 | Win                       |
| J U I N   | 4    | Class of Heroes 2                                        | PSP, PSVita               |
| J U I N   | 4    | Eve Online: Odyssey                                      | Win                       |
| J U I N   | 4    | Limbo                                                    | PSVita                    |
| J U I N   | 4    | Marvel Heroes                                            | Win, Mac                  |
| J U I N   | 4    | Remember Me                                              | Win, PS3, X360            |
| J U I N   | 4    | The Elder Scrolls V Skyrim: Legendary Edition            | Win, PS3, X360            |
| J U I N   | 5    | State of Decay                                           | XBLA                      |
| J U I N   | 9    | Animal Crossing: New Leaf                                | 3DS                       |
| J U I N   | 10   | Commander Keen in Keen Dreams                            | Android                   |
| J U I N   | 11   | Tekken Revolution                                        | PS3                       |
| J U I N   | 12   | Zeno Clash II                                            | XBLA                      |
| J U I N   | 13   | Rugby Challenge 2                                        | Win, PS3, X360            |
| J U I N   | 14   | The Last of Us                                           | PS3                       |
| J U I N   | 18   | Dungeons and Dragons: Chronicles of Mystara              | XBLA, PSN, Win, WiiU      |
| J U I N   | 18   | Epic Mickey 2 : Le Retour des héros                      | PSVita                    |
| J U I N   | 20   | Max Payne 3                                              | Mac                       |
| J U I N   | 20   | Neverwinter                                              | Win                       |
| J U I N   | 20   | New Super Luigi U                                        | WiiU                      |
| J U I N   | 20   | XCOM: Enemy Unknown                                      | iOS                       |
| J U I N   | 23   | Game and Wario                                           | WiiU                      |
| J U I N   | 24   | Joe Danger                                               | Win                       |
| J U I N   | 24   | Joe Danger 2: The Movie                                  | Win                       |
| J U I N   | 25   | Company of Heroes 2                                      | Win                       |
| J U I N   | 25   | Deadpool                                                 | Win, PS3, X360            |
| J U I N   | 25   | Hotline Miami                                            | PSN, PSVita               |
| J U I N   | 25   | Muramasa Rebirth                                         | PSVita                    |
| J U I N   | 25   | Project X Zone                                           | 3DS                       |
| J U I N   | 25   | Ride to Hell: Retribution                                | Win, PS3, X360            |
| J U I N   | 25   | Les Sims 3 : Île de rêve                                 | Win, Mac                  |
| J U I N   | 26   | Batman: Arkham City Lockdown                             | Android                   |
| J U I N   | 27   | Layton Brothers: Mystery Room                            | iOS                       |
| J U I N   | 27   | Leisure Suit Larry: Reloaded                             | Win, Mac                  |
| J U I N   | 27   | Might and Magic: Clash of Heroes                         | Android                   |
| J U I N   | 27   | Rogue Legacy                                             | Win                       |
| J U I N   | 27   | Samurai Shodown II                                       | iOS, Android              |

### Juillet - Septembre
| Mois              | Jour | Titre                                                  | Plates-formes                              |
| J U I L E T       | 3    | Limbo                                                  | iOS                                        |
| J U I L E T       | 3    | Monaco                                                 | Mac                                        |
| J U I L E T       | 3    | Mortal Kombat                                          | Win                                        |
| J U I L E T       | 3    | Napoleon: Total War                                    | Mac                                        |
| J U I L E T       | 4    | Dark                                                   | Win                                        |
| J U I L E T       | 8    | Sonic the Hedgehog 4: Episode 1                        | Ouya                                       |
| J U I L E T       | 8    | Sonic the Hedgehog 4: Episode 2                        | Ouya                                       |
| J U I L E T       | 9    | Civilization V: Brave New World                        | Win, Mac                                   |
| J U I L E T       | 9    | Dark                                                   | X360                                       |
| J U I L E T       | 9    | Dota 2                                                 | Win                                        |
| J U I L E T       | 9    | Metal Gear Solid: The Legacy Collection                | PS3                                        |
| J U I L E T       | 9    | NCAA Football 14                                       | PS3, X360                                  |
| J U I L E T       | 10   | Crazy Taxi                                             | Android                                    |
| J U I L E T       | 11   | Deus Ex: The Fall                                      | iOS                                        |
| J U I L E T       | 11   | Toki Tori 2+                                           | Win, Mac                                   |
| J U I L E T       | 16   | Dynasty Warriors 8                                     | PS3, X360                                  |
| J U I L E T       | 16   | Shin Megami Tensei IV                                  | 3DS                                        |
| J U I L E T       | 16   | Time and Eternity                                      | PS3                                        |
| J U I L E T       | 16   | Turbo: Super Stunt Squad                               | WiiU, Wii, PS3, X360, 3DS, NDS             |
| J U I L E T       | 17   | R.I.P.D. The Game                                      | Win, PS3, X360                             |
| J U I L E T       | 18   | Dota 2                                                 | Mac, Lin                                   |
| J U I L E T       | 18   | EarthBound                                             | WiiU                                       |
| J U I L E T       | 18   | Halo: Spartan Assault                                  | Win, WP                                    |
| J U I L E T       | 22   | Dropchord                                              | Win, Mac                                   |
| J U I L E T       | 23   | Stealth Inc. – A Clone in the Dark                     | PSN, PSVita                                |
| J U I L E T       | 23   | Les Schtroumpfs 2                                      | WiiU, Wii, PS3, X360, NDS                  |
| J U I L E T       | 23   | Zeno Clash II                                          | PSN                                        |
| J U I L E T       | 24   | Ty, le tigre de Tasmanie                               | Win                                        |
| J U I L E T       | 25   | Prince of Persia: The Shadow and The Flame             | iOS, Android                               |
| J U I L E T       | 25   | Shadowrun Returns                                      | Win, Mac, iOS, Android                     |
| J U I L E T       | 25   | Tropico 4: Gold Edition                                | Mac                                        |
| J U I L E T       | 25   | TurtleStrike                                           | iOS, Android                               |
| J U I L E T       | 26   | Zeno Clash II                                          | XBLA                                       |
| J U I L E T       | 26   | Mars: War Logs                                         | XBLA                                       |
| J U I L E T       | 30   | Cloudberry Kingdom                                     | PSN                                        |
| J U I L E T       | 31   | Cloudberry Kingdom                                     | Win, XBLA                                  |
| J U I L E T       | 31   | Dropchord                                              | Ouya                                       |
| J U I L E T       | 31   | Rise of the Triad                                      | Win                                        |
| A O U T           | 1    | Cloudberry Kingdom                                     | WiiU                                       |
| A O U T           | 1    | Dropchord                                              | iOS, Android                               |
| A O U T           | 1    | Sonic CD                                               | Ouya                                       |
| A O U T           | 4    | Pikmin 3                                               | WiiU                                       |
| A O U T           | 6    | Disney's Planes                                        | WiiU, Wii, 3DS, NDS                        |
| A O U T           | 6    | Dragon's Crown                                         | PS3, PSVita                                |
| A O U T           | 6    | Tales of Xillia                                        | PS3                                        |
| A O U T           | 6    | Divinity: Dragon Commander                             | Win                                        |
| A O U T           | 7    | Brothers: A Tale of Two Sons                           | XBLA                                       |
| A O U T           | 8    | Guacamelee! Gold Edition                               | Win                                        |
| A O U T           | 8    | Papers, Please                                         | Win, Mac                                   |
| A O U T           | 11   | Mario and Luigi: Dream Team                            | 3DS                                        |
| A O U T           | 13   | Angry Birds Trilogy                                    | WiiU, Wii                                  |
| A O U T           | 13   | DuckTales: Remastered                                  | PSN, WiiU, Win                             |
| A O U T           | 13   | Europa Universalis IV                                  | Win, Mac, Lin                              |
| A O U T           | 13   | Mars: War Logs                                         | PSN                                        |
| A O U T           | 13   | Payday 2                                               | Win, PS3, X360                             |
| A O U T           | 15   | Gone Home                                              | Win, Mac, Lin                              |
| A O U T           | 15   | Plants vs. Zombies 2: It's About Time                  | iOS                                        |
| A O U T           | 15   | Space Hulk                                             | Win, Mac                                   |
| A O U T           | 18   | Disney Infinity                                        | WiiU, Wii, PS3, X360, 3DS                  |
| A O U T           | 20   | Divekick                                               | Win, PS3, PSVita                           |
| A O U T           | 20   | Saints Row IV                                          | Win, PS3, X360                             |
| A O U T           | 20   | The Bureau: XCOM Declassified                          | Win, PS3, X360                             |
| A O U T           | 20   | Tom Clancy's Splinter Cell: Blacklist                  | Win, PS3, X360, WiiU                       |
| A O U T           | 21   | Flashback HD                                           | XBLA                                       |
| A O U T           | 22   | Skullgirls                                             | Win                                        |
| A O U T           | 26   | He-Man: The Most Powerful Game                         | Android                                    |
| A O U T           | 27   | Castlevania: Lords of Shadow                           | Win                                        |
| A O U T           | 27   | Final Fantasy XIV: A Realm Reborn                      | Win, PS3                                   |
| A O U T           | 27   | Hatsune Miku: Project DIVA F                           | PS3                                        |
| A O U T           | 27   | Killer is Dead                                         | PS3, X360                                  |
| A O U T           | 27   | Lost Planet 3                                          | Win, PS3, X360                             |
| A O U T           | 27   | Madden NFL 25                                          | PS3, X360                                  |
| A O U T           | 27   | Spelunky                                               | PSN, PSVita                                |
| A O U T           | 28   | Teenage Mutant Ninja Turtles: Out of the Shadows       | Win, XBLA                                  |
| A O U T           | 29   | BioShock Infinite                                      | Mac                                        |
| A O U T           | 29   | Gardiens de la Terre du Milieu                         | Win                                        |
| A O U T           | 29   | Pokémon Rumble U                                       | WiiU                                       |
| A O U T           | 29   | SimCity                                                | Mac                                        |
| A O U T           | 29   | Terraria                                               | iOS                                        |
| A O U T           | 29   | 868-HACK                                               | iOS                                        |
| A O U T           | 30   | Arcania: The Complete Tale                             | PS3, X360                                  |
| S E P T E M B R E | 3    | Brothers: A Tale of Two Sons                           | Win, PSN                                   |
| S E P T E M B R E | 3    | Castle of Illusion Starring Mickey Mouse HD            | PSN                                        |
| S E P T E M B R E | 3    | Chaos Code                                             | PSN                                        |
| S E P T E M B R E | 3    | Diablo III                                             | PS3, X360                                  |
| S E P T E M B R E | 3    | Dead or Alive 5 Ultimate                               | PS3, X360                                  |
| S E P T E M B R E | 3    | Rayman Legends                                         | Win, PS3, WiiU, X360, PSVita               |
| S E P T E M B R E | 3    | Total War: Rome II                                     | Win                                        |
| S E P T E M B R E | 3    | One Piece: Pirate Warriors 2                           | PS3                                        |
| S E P T E M B R E | 4    | Castle of Illusion Starring Mickey Mouse HD            | Win, XBLA                                  |
| S E P T E M B R E | 4    | Outlast                                                | Win                                        |
| S E P T E M B R E | 5    | Giana Sisters: Twisted Dreams                          | WiiU                                       |
| S E P T E M B R E | 10   | Amnesia: A Machine for Pigs                            | Win, Mac, Lin                              |
| S E P T E M B R E | 10   | Killzone: Mercenary                                    | PSVita                                     |
| S E P T E M B R E | 10   | Kingdom Hearts HD 1.5 Remix                            | PS3                                        |
| S E P T E M B R E | 10   | Metro: Last Light                                      | Mac                                        |
| S E P T E M B R E | 10   | NHL 14                                                 | PS3, X360                                  |
| S E P T E M B R E | 10   | Puppeteer                                              | PS3                                        |
| S E P T E M B R E | 11   | DuckTales: Remastered                                  | XBLA                                       |
| S E P T E M B R E | 12   | ARMA III                                               | Win                                        |
| S E P T E M B R E | 12   | Aarklash: Legacy                                       | Win                                        |
| S E P T E M B R E | 13   | Terraria                                               | Android                                    |
| S E P T E M B R E | 13   | The King of Fighters XIII                              | Win                                        |
| S E P T E M B R E | 15   | The Wonderful 101                                      | WiiU                                       |
| S E P T E M B R E | 17   | Grand Theft Auto V                                     | PS3, X360                                  |
| S E P T E M B R E | 17   | MechWarrior Online                                     | Win                                        |
| S E P T E M B R E | 18   | Les Chevaliers de Baphomet : La Malédiction du serpent | Win, Mac, Lin, iOS                         |
| S E P T E M B R E | 18   | Dragon's Prophet                                       | Win                                        |
| S E P T E M B R E | 18   | Infinity Blade III                                     | iOS                                        |
| S E P T E M B R E | 18   | Le Seigneur des anneaux : La Guerre du Nord            | Mac                                        |
| S E P T E M B R E | 19   | Angry Birds Star Wars II                               | iOS, Android, WP                           |
| S E P T E M B R E | 20   | The Angry Video Game Nerd Adventures                   | Win                                        |
| S E P T E M B R E | 20   | The Legend of Zelda: The Wind Waker HD                 | WiiU                                       |
| S E P T E M B R E | 20   | Hot Wheels: World's Best Driver                        | PS3                                        |
| S E P T E M B R E | 23   | FIFA 14                                                | iOS, Android                               |
| S E P T E M B R E | 24   | Alien Rage                                             | Win                                        |
| S E P T E M B R E | 24   | FIFA 14                                                | Win, PS3, X360, Wii, PS2, PSVita, 3DS, PSP |
| S E P T E M B R E | 24   | Lone Survivor                                          | PSN, PSVita                                |
| S E P T E M B R E | 24   | Pro Evolution Soccer 2014                              | Win, PS3, X360, PS2, 3DS, PSP              |
| S E P T E M B R E | 24   | Scribblenauts Unmasked: A DC Comics Adventure          | WiiU, 3DS, Win                             |
| S E P T E M B R E | 24   | The Mark of Kri                                        | PSN                                        |
| S E P T E M B R E | 25   | Ascend: Hand of Kul                                    | XBLA                                       |
| S E P T E M B R E | 25   | Day One: Garry's Incident                              | Win                                        |
| S E P T E M B R E | 25   | Final Fantasy V                                        | Android                                    |
| S E P T E M B R E | 26   | Shadow Warrior                                         | Win                                        |
| S E P T E M B R E | 26   | Shadowrun Returns                                      | iOS, Android                               |

### Octobre – Décembre
| Mois            | Jour | Titre                                                              | Plates-formes                         |
| O C T O B R E   | 1    | Grand Theft Auto: Online                                           | PS3, X360                             |
| O C T O B R E   | 1    | Etrian Odyssey Untold: The Millennium Girl                         | 3DS                                   |
| O C T O B R E   | 1    | Flashback                                                          | Win                                   |
| O C T O B R E   | 1    | NBA 2K14                                                           | PS3, X360, Win                        |
| O C T O B R E   | 1    | Painkiller: Hell and Damnation                                     | X360                                  |
| O C T O B R E   | 1    | Rain                                                               | PSN                                   |
| O C T O B R E   | 1    | Rune Factory 4                                                     | 3DS                                   |
| O C T O B R E   | 2    | A.R.E.S.: Extinction Agenda                                        | XBLA                                  |
| O C T O B R E   | 3    | Agarest: Generations of War                                        | Win                                   |
| O C T O B R E   | 3    | The Cave                                                           | iOS                                   |
| O C T O B R E   | 3    | Transport Tycoon                                                   | iOS, Android                          |
| O C T O B R E   | 8    | Beyond: Two Souls                                                  | PS3                                   |
| O C T O B R E   | 8    | Disgaea D2: A Brighter Darkness                                    | PS3                                   |
| O C T O B R E   | 8    | F1 2013                                                            | Win, PS3, X360                        |
| O C T O B R E   | 8    | Just Dance 2014                                                    | Wii, WiiU, X360, PS3                  |
| O C T O B R E   | 10   | Costume Quest                                                      | iOS                                   |
| O C T O B R E   | 10   | Hero Academy                                                       | Android                               |
| O C T O B R E   | 11   | The Wolf Among Us: Episode 1 – Faith                               | Win, XBLA                             |
| O C T O B R E   | 12   | Pokémon X et Y                                                     | 3DS                                   |
| O C T O B R E   | 13   | Skylanders: Swap Force                                             | Wii, WiiU, X360, PS3                  |
| O C T O B R E   | 15   | Fist of Awesome                                                    | iOS, Android, Ouya                    |
| O C T O B R E   | 15   | The Wolf Among Us: Episode 1 – Faith                               | PSN                                   |
| O C T O B R E   | 15   | Valhalla Knights 3                                                 | PSVita                                |
| O C T O B R E   | 16   | Rogue Legacy                                                       | Mac, Lin                              |
| O C T O B R E   | 16   | 140                                                                | Win, Mac, Lin, PS4, PSVita, XBO, WiiU |
| O C T O B R E   | 17   | Mighty Switch Force! 2                                             | WiiU                                  |
| O C T O B R E   | 17   | Saint Seiya: Brave Soldiers                                        | PS3                                   |
| O C T O B R E   | 17   | Sega Superstars Tennis                                             | Mac                                   |
| O C T O B R E   | 17   | The Stanley Parable                                                | Win                                   |
| O C T O B R E   | 18   | Alien Rage                                                         | X360                                  |
| O C T O B R E   | 21   | Monaco                                                             | Lin                                   |
| O C T O B R E   | 21   | Warface                                                            | Win                                   |
| O C T O B R E   | 22   | Alien Rage                                                         | PS3                                   |
| O C T O B R E   | 22   | Deus Ex: Human Revolution – Director’s Cut                         | WiiU, Win, PS3, X360                  |
| O C T O B R E   | 22   | Hometown Story                                                     | 3DS                                   |
| O C T O B R E   | 22   | Lego Marvel Super Heroes                                           | Win, WiiU, X360, PS3, 3DS, NDS        |
| O C T O B R E   | 22   | Naruto Shippuden: Ultimate Ninja Storm 3 Full Burst                | Win, PS3, X360                        |
| O C T O B R E   | 22   | Rocksmith 2014                                                     | Win, Mac, PS3, X360                   |
| O C T O B R E   | 22   | Bob l'Eponge : La Vengeance Robotique de Plankton                  | WiiU, 3DS, X360, PS3, Wii, NDS        |
| O C T O B R E   | 23   | How to Survive                                                     | Win, XBLA                             |
| O C T O B R E   | 23   | Path of Exile                                                      | Win                                   |
| O C T O B R E   | 23   | Plants vs. Zombies 2: It's About Time                              | Android                               |
| O C T O B R E   | 24   | Phoenix Wright: Ace Attorney - Dual Destinies                      | 3DS                                   |
| O C T O B R E   | 25   | Batman: Arkham Origins                                             | Win, PS3, X360, WiiU                  |
| O C T O B R E   | 25   | Batman: Arkham Origins Blackgate                                   | PSVita, 3DS                           |
| O C T O B R E   | 25   | Castlevania: Lords of Shadow - Mirror of Fate HD                   | XBLA                                  |
| O C T O B R E   | 25   | Enslaved: Odyssey to the West                                      | Win, PS3                              |
| O C T O B R E   | 25   | FIFA Manager 14                                                    | Win                                   |
| O C T O B R E   | 25   | The Dark Eye: Demonicon                                            | Win                                   |
| O C T O B R E   | 25   | Wii Party U                                                        | WiiU                                  |
| O C T O B R E   | 29   | Angry Birds Star Wars                                              | PS3, X360, Wii, WiiU, PSVita, 3DS     |
| O C T O B R E   | 29   | Assassin's Creed IV: Black Flag                                    | PS3, X360, WiiU                       |
| O C T O B R E   | 29   | Battlefield 4                                                      | Win, X360, PS3                        |
| O C T O B R E   | 29   | Castlevania: Lords of Shadow - Mirror of Fate HD                   | PSN                                   |
| O C T O B R E   | 29   | Deadly Premonition: The Director's Cut                             | Win                                   |
| O C T O B R E   | 29   | Pac-Man et les aventures de fantômes                               | Win, PS3, X360, WiiU, 3DS             |
| O C T O B R E   | 29   | Sonic Lost World                                                   | WiiU, 3DS                             |
| O C T O B R E   | 29   | The Typing of The Dead: Overkill                                   | Win                                   |
| O C T O B R E   | 29   | WWE 2K14                                                           | PS3, X360                             |
| O C T O B R E   | 31   | Football Manager 2014                                              | Win, Mac, Lin                         |
| N O V E M B R E | 1    | Wii Fit U                                                          | WiiU                                  |
| N O V E M B R E | 5    | Call of Duty: Ghosts                                               | Win, X360, PS3, WiiU                  |
| N O V E M B R E | 5    | Final Exam                                                         | Win, PSN                              |
| N O V E M B R E | 5    | How to Survive                                                     | PSN                                   |
| N O V E M B R E | 5    | Metro: Last Light                                                  | Lin                                   |
| N O V E M B R E | 5    | State of Decay                                                     | Win                                   |
| N O V E M B R E | 5    | The Guided Fate Paradox                                            | PS3                                   |
| N O V E M B R E | 5    | Zumba Fitness: World Party                                         | WiiU, Wii, X360                       |
| N O V E M B R E | 7    | Age of Empires II: The Forgotten                                   | Win                                   |
| N O V E M B R E | 7    | Akiba's Trip: Undead and Undressed                                 | PS3, PSVita                           |
| N O V E M B R E | 7    | Lego Le Seigneur des anneaux                                       | iOS                                   |
| N O V E M B R E | 7    | Rayman: Fiesta Run                                                 | iOS                                   |
| N O V E M B R E | 7    | Spec Ops: The Line                                                 | Mac                                   |
| N O V E M B R E | 8    | Final Exam                                                         | XBLA                                  |
| N O V E M B R E | 12   | BioShock Infinite: Burial at Sea – Episode 1                       | Win, Mac, PS3, X360                   |
| N O V E M B R E | 12   | Flower                                                             | PSVita                                |
| N O V E M B R E | 12   | Injustice : Les Dieux sont parmi nous – Ultimate Edition           | Win, PS3, X360, PSVita                |
| N O V E M B R E | 12   | Ratchet and Clank: Nexus                                           | PS3                                   |
| N O V E M B R E | 12   | World of Warplanes                                                 | Win                                   |
| N O V E M B R E | 12   | XCOM: Enemy Within                                                 | Win, Mac, PS3, X360                   |
| N O V E M B R E | 13   | The King of Fighters '97                                           | iOS, Android                          |
| N O V E M B R E | 14   | Senran Kagura Burst                                                | 3DS                                   |
| N O V E M B R E | 14   | Football Manager 2014                                              | iOS, Android                          |
| N O V E M B R E | 14   | Oceanhorn: Monster of Uncharted Seas                               | iOS                                   |
| N O V E M B R E | 14   | Stealth Inc: A Clone in the Dark                                   | iOS                                   |
| N O V E M B R E | 15   | Adventure Time : Explore le donjon et pose pas de question !       | PS3, X360                             |
| N O V E M B R E | 15   | Angry Birds Star Wars                                              | PS4                                   |
| N O V E M B R E | 15   | Assassin's Creed IV: Black Flag                                    | PS4                                   |
| N O V E M B R E | 15   | Battlefield 4                                                      | PS4                                   |
| N O V E M B R E | 15   | Call of Duty: Ghosts                                               | PS4                                   |
| N O V E M B R E | 15   | Contrast                                                           | Win, PS3, PS4, X360                   |
| N O V E M B R E | 15   | DC Universe Online                                                 | PS4                                   |
| N O V E M B R E | 15   | FIFA 14                                                            | PS4                                   |
| N O V E M B R E | 15   | Flower                                                             | PS4                                   |
| N O V E M B R E | 15   | Injustice : Les Dieux sont parmi nous – Ultimate Edition           | PS4                                   |
| N O V E M B R E | 15   | Just Dance 2014                                                    | PS4                                   |
| N O V E M B R E | 15   | Killzone: Shadow Fall                                              | PS4                                   |
| N O V E M B R E | 15   | Knack                                                              | PS4                                   |
| N O V E M B R E | 15   | Lego Marvel Super Heroes                                           | PS4                                   |
| N O V E M B R E | 15   | Madden NFL 25                                                      | PS4                                   |
| N O V E M B R E | 15   | Mario et Sonic aux Jeux olympiques d'hiver de Sotchi 2014          | WiiU                                  |
| N O V E M B R E | 15   | NBA 2K14                                                           | PS4                                   |
| N O V E M B R E | 15   | Need for Speed: Rivals                                             | PS4                                   |
| N O V E M B R E | 15   | Resogun                                                            | PS4                                   |
| N O V E M B R E | 15   | Skylanders: Swap Force                                             | PS4                                   |
| N O V E M B R E | 15   | Sound Shapes                                                       | PS4                                   |
| N O V E M B R E | 15   | Super Motherload                                                   | PS4                                   |
| N O V E M B R E | 15   | Trine 2: Complete Story                                            | PS4                                   |
| N O V E M B R E | 15   | Warframe                                                           | PS4                                   |
| N O V E M B R E | 15   | X Rebirth                                                          | Win                                   |
| N O V E M B R E | 19   | Adventure Time : Explore le donjon et pose pas de question !       | Win, PS3, X360, WiiU, N3DS            |
| N O V E M B R E | 19   | AiRace Speed                                                       | N3DS                                  |
| N O V E M B R E | 19   | Assassin's Creed IV: Black Flag                                    | Win                                   |
| N O V E M B R E | 19   | Eve Online: Rubicon                                                | Win                                   |
| N O V E M B R E | 19   | NBA Live 14                                                        | PS4, XBO                              |
| N O V E M B R E | 19   | Need for Speed: Rivals                                             | Win, PS3, X360                        |
| N O V E M B R E | 19   | The Amazing Spider-Man                                             | PSVita                                |
| N O V E M B R E | 19   | Young Justice: Legacy                                              | Win, PS3, X360, 3DS                   |
| N O V E M B R E | 21   | Adventure Time : Explore le donjon et pose pas de question !       | PS3, X360                             |
| N O V E M B R E | 21   | Castle of Illusion Starring Mickey Mouse                           | iOS                                   |
| N O V E M B R E | 21   | Demon Tribe                                                        | iOS                                   |
| N O V E M B R E | 23   | Angry Birds Star Wars                                              | XBO                                   |
| N O V E M B R E | 23   | Ashes Cricket 2013                                                 | Win                                   |
| N O V E M B R E | 23   | Assassin's Creed IV: Black Flag                                    | XBO                                   |
| N O V E M B R E | 23   | Battlefield 4                                                      | XBO                                   |
| N O V E M B R E | 23   | Call of Duty: Ghosts                                               | XBO                                   |
| N O V E M B R E | 23   | Crimson Dragon                                                     | XBO                                   |
| N O V E M B R E | 23   | Dead Rising 3                                                      | XBO                                   |
| N O V E M B R E | 23   | FIFA 14                                                            | XBO                                   |
| N O V E M B R E | 23   | Fighter Within                                                     | XBO                                   |
| N O V E M B R E | 23   | Forza Motorsport 5                                                 | XBO                                   |
| N O V E M B R E | 23   | Just Dance 2014                                                    | XBO                                   |
| N O V E M B R E | 23   | Killer Instinct                                                    | XBO                                   |
| N O V E M B R E | 23   | Lego Marvel Super Heroes                                           | XBO                                   |
| N O V E M B R E | 23   | LocoCycle                                                          | XBO, X360                             |
| N O V E M B R E | 23   | Madden NFL 25                                                      | XBO                                   |
| N O V E M B R E | 23   | Mario Party: Island Tour                                           | 3DS                                   |
| N O V E M B R E | 23   | NBA 2K14                                                           | XBO                                   |
| N O V E M B R E | 23   | Need for Speed: Rivals                                             | XBO                                   |
| N O V E M B R E | 23   | Powerstar Golf                                                     | XBO                                   |
| N O V E M B R E | 23   | Ryse: Son of Rome                                                  | XBO                                   |
| N O V E M B R E | 23   | Skylanders: Swap Force                                             | XBO                                   |
| N O V E M B R E | 23   | Super Mario 3D World                                               | WiiU                                  |
| N O V E M B R E | 23   | Tearaway                                                           | PSVita                                |
| N O V E M B R E | 23   | The Legend of Zelda: A Link Between Worlds                         | 3DS                                   |
| N O V E M B R E | 23   | Zoo Tycoon                                                         | XBO                                   |
| N O V E M B R E | 23   | Zumba Fitness: World Party                                         | XBO                                   |
| N O V E M B R E | 23   | Kentucky Route Zero: The Entertainment                             | Win, Mac, Linux                       |
| N O V E M B R E | 25   | M.U.L.E. Returns                                                   | iOS                                   |
| N O V E M B R E | 26   | Sonic Dash                                                         | Android                               |
| N O V E M B R E | 26   | Ys: Memories of Celceta                                            | PSVita                                |
| N O V E M B R E | 26   | Painkiller: Hell and Damnation                                     | PS3                                   |
| N O V E M B R E | 27   | Skulls of the Shogun                                               | iOS                                   |
| D E C E M B R E | 3    | The Bureau: XCOM Declassified                                      | Mac                                   |
| D E C E M B R E | 3    | The Cave                                                           | Ouya                                  |
| D E C E M B R E | 3    | Escape Plan                                                        | PS4                                   |
| D E C E M B R E | 3    | Tiny Brains                                                        | PS4                                   |
| D E C E M B R E | 4    | Les Chevaliers de Baphomet : La Malédiction du serpent – Episode 1 | Win, Mac, Lin                         |
| D E C E M B R E | 4    | The Wolf Among Us: Episode 1 – Faith                               | iOS                                   |
| D E C E M B R E | 5    | Assassin's Creed Pirates                                           | iOS, Android                          |
| D E C E M B R E | 5    | Heroes of Dragon Age                                               | iOS, Android                          |
| D E C E M B R E | 5    | Space Hulk                                                         | iOS                                   |
| D E C E M B R E | 6    | Gran Turismo 6                                                     | PS3                                   |
| D E C E M B R E | 9    | Peggle 2                                                           | XBO                                   |
| D E C E M B R E | 10   | Doki-Doki Universe                                                 | PS4, PSN, PSVita                      |
| D E C E M B R E | 10   | Sorcery Saga: Curse of the Great Curry God                         | PSVita                                |
| D E C E M B R E | 11   | Angry Birds Go!                                                    | iOS, Android, WP                      |
| D E C E M B R E | 11   | Tiny Brains                                                        | Win                                   |
| D E C E M B R E | 12   | Adventure Time : Explore le donjon et pose pas de question !       | WiiU, N3DS                            |
| D E C E M B R E | 12   | Grand Theft Auto: San Andreas Mobile                               | iOS                                   |
| D E C E M B R E | 12   | Rayman Origins                                                     | Mac                                   |
| D E C E M B R E | 12   | RUSH                                                               | WiiU                                  |
| D E C E M B R E | 12   | Sonic the Hedgehog 2                                               | iOS, Android                          |
| D E C E M B R E | 12   | The Room 2                                                         | iOS                                   |
| D E C E M B R E | 12   | Velocity Ultra                                                     | Win                                   |
| D E C E M B R E | 13   | 7 Days to Die                                                      | Win, Mac                              |
| D E C E M B R E | 13   | Adventure Time : Explore le donjon et pose pas de question !       | WiiU, N3DS                            |
| D E C E M B R E | 17   | Dementium II HD                                                    | Win, Mac                              |
| D E C E M B R E | 17   | flOw                                                               | PS4, PSVita                           |
| D E C E M B R E | 17   | Furmins                                                            | PSVita                                |
| D E C E M B R E | 17   | Minecraft                                                          | PSN                                   |
| D E C E M B R E | 17   | Mutant Mudds Deluxe                                                | PSN, PSVita                           |
| D E C E M B R E | 17   | Ridge Racer Slipstream                                             | iOS, Android                          |
| D E C E M B R E | 17   | Runner 2                                                           | PSVita                                |
| D E C E M B R E | 17   | Terraria                                                           | PSVita                                |
| D E C E M B R E | 17   | The Walking Dead: Season Two: Episode 1 – All That Remains         | Win, Mac, PSN                         |
| D E C E M B R E | 17   | Toki Tori                                                          | PSN                                   |
| D E C E M B R E | 17   | Tomb Raider                                                        | iOS                                   |
| D E C E M B R E | 18   | AiRace Speed                                                       | N3DS                                  |
| D E C E M B R E | 18   | Les Chevaliers de Baphomet : La Malédiction du serpent – Episode 1 | PSVita                                |
| D E C E M B R E | 18   | Fightback                                                          | iOS                                   |
| D E C E M B R E | 18   | Ratchet and Clank: Before the Nexus                                | iOS, Android                          |
| D E C E M B R E | 18   | The Walking Dead: Season Two: Episode 1 – All That Remains         | XBLA, iOS                             |
| D E C E M B R E | 19   | Cut the Rope 2                                                     | iOS                                   |
| D E C E M B R E | 19   | Grand Theft Auto: San Andreas Mobile                               | Android                               |
| D E C E M B R E | 19   | Killing Floor: Calamity                                            | Ouya                                  |
| D E C E M B R E | 19   | République                                                         | iOS                                   |
| D E C E M B R E | 19   | The Cave                                                           | Android                               |
| D E C E M B R E | 19   | The Stanley Parable                                                | Mac                                   |
| D E C E M B R E | 20   | Max: The Curse of Brotherhood                                      | XBO                                   |
| D E C E M B R E | 24   | Halo: Spartan Assault                                              | XBO                                   |
| D E C E M B R E | 24   | Zen Pinball 2                                                      | PS4                                   |
| D E C E M B R E | 26   | CastleStorm                                                        | WiiU                                  |
| D E C E M B R E | 29   | Final Fantasy III                                                  | WP                                    |
| D E C E M B R E | 31   | Dr. Luigi                                                          | WiiU                                  |

## Meilleures ventes

### Ventes françaises
Chiffres issus de l’institut GfK des dix jeux les plus vendus en France, en 2013, tous supports confondus.
| Rang | Titre                           | Éditeur              | Unités vendues |
| 1er  | Grand Theft Auto V              | Take-Two Interactive | 1 900 000      |
| 2e   | FIFA 14                         | Electronic Arts      | 1 110 000      |
| 3e   | Call of Duty: Ghosts            | Activision           | 900 000        |
| 4e   | Pokémon X et Y                  | Nintendo             | 530 000        |
| 5e   | Just Dance 2014                 | Ubisoft              | 450 000        |
| 6e   | Assassin's Creed IV: Black Flag | Ubisoft              | 425 000        |
| 7e   | Battlefield 4                   | Electronic Arts      | 385 000        |
| 8e   | Tomb Raider                     | Square Enix          | 350 000        |
| 9e   | Luigi's Mansion 2               | Nintendo             | 335 000        |
| 10e  | Animal Crossing: New Leaf       | Nintendo             | 325 000        |

### Records de ventes
- Grand Theft Auto V : lors de sa sortie, le jeu totalise 800 millions de dollars (590 millions d'euros) pour le seul premier jour de commercialisation. Il dépasse en trois jours de commercialisation le milliard de dollars de bénéfices[7]. Il réalise de multiples records de ventes, comme le meilleur démarrage mondial d'un jeu vidéo avec 11 millions de ventes réalisées durant son premier jour de commercialisation[8]. De plus, il réalise des records nationaux comme les performances de 1,1 million d'exemplaires en France et 2,25 millions au Royaume-Uni[9]. Ce dernier arrive au score de 16 millions d'unités en seulement cinq jours, relevant à la hausse les estimations de Rockstar Games prévoyant 18 millions d'unités vendues en un an[8]. D'après les calculs de VG Chartz, aux méthodes controversées, le jeu dépasse le cap de 20 millions de ventes à la fin du mois de septembre[10]. Le 29 octobre 2013, le jeu c'est écoulé à 29 millions d'exemplaires, jamais un jeu vidéo n'avait atteint un tel score en si peu de temps[11]. Take Two annonce lors de la publication de ses résultats financiers trimestriels le 4 février 2014 avoir distribué 32,5 millions exemplaires du jeu à la date du 31 décembre 2013[12],[13].

## Récompenses
Le jeu Grand Theft Auto V reçoit le prix Golden Joystick du jeu de l'année 2013. Le jeu The Last of Us reçoit deux récompenses Golden Joystick : celui de la meilleure nouvelle licence et celui du meilleur scénario. Le studio Naughty Dog, chargé du développement du précédent titre, reçoit le Golden Joystick du studio de l'année.